# 森莺科
森莺科（学名：Parulidae），亦称为林莺科，是雀形目的一科，由生活于新大陆的小型鸣禽构成，又称为新大陆莺。它们与旧大陆莺与澳洲莺并没有直接的亲缘关系。
森莺科鸟类常拥有艳丽的体羽。它们大多在树林间觅食昆虫，但橙顶灶莺（Seiurus aurocapilla）、黄眉灶莺（Parkesia noveboracensis）、白眉灶莺（Parkesia motacilla）等少数种类则在地面觅食。
森莺科很可能起源于中美洲北部，那里的物种数量更多、多样性也更丰富。它们在间冰期从那向北迁徙，而在冬季则回到故土。而该科的鸲莺属（Myioborus）与王森莺属（Basileuterus）或许在两大洲相连之间便已到达了南美洲。

## 属
- 王森莺属（Basileuterus）
- 红脸森莺属（Cardellina）
- 啸森莺属（Catharopeza）
- 黄喉地莺属（Geothlypis）
- 食虫莺属（Helmitheros）
- 淡脚森莺属（Leucopeza）
- 白眉食虫莺属（Limnothlypis）
- 黑白森莺属（Mniotilta）
- 鸲莺属（Myioborus）
- 米欧王森莺属（Myiothlypis）
- 灰喉地莺属（Oporornis）
- 奥利奥森莺属（Oreothlypis）
- 眉纹灶莺属（Parkesia）
- 蓝翅黄森莺属（Protonotaria）
- 灶莺属（Seiurus）
- 橙尾鸲莺属（Setophaga）
- 虫森莺属（Vermivora）